# Per Persson (journalist)

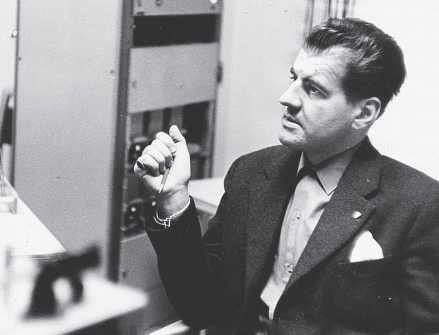
Per Persson blev 1956 chef för Dagens Eko.

Per Erik Bertil Persson, född den 22 maj 1926 i Järeda församling, Kalmar län, död den 21 juni 1993 i Oscars församling, Stockholm var en svensk journalist som mellan 1956 och 1968 var chef för Radiotjänsts (senare Sveriges Radios) nyhetsprogram Dagens Eko.
Per Persson, som ofta kallades Pepe, studerade vid Hermods och Stockholms högskola där han blev fil kand år 1950. Han arbetade som reporter på Vecko-Revyn och redaktionssekreterare på Vecko-Journalen inom veckotidningsgruppen Åhlén och Åkerlunds förlag, innan han år 1956 anställdes som redaktionschef för Dagens Eko. 
År 1964 blev han chef för SR:s samlade nyhetsverksamhet. Från 1968 var han programchef inom ljudradion. När Sveriges Radio omorganiserades år 1979 blev han chef för Riksradions invandrarredaktion. Från 1982 och fram till pensioneringen år 1991 arbetade han bland annat med programplanering inom nyhets- och samhällsprogramverksamheten.
Per Persson ledde Sveriges Radios nyhetsverksamhet under en tid då redaktionen expanderade och moderniserades, bland annat med satsningar på utrikesbevakningen. Han var också drivande i arbetet med att ge Radiotjänst en mer stabil position i nyhetsförmedlingen i radio, vid sidan om nyhetssändningarna från TT, som tidigare hade haft monopol på radionyheter i Sverige och som hade ansvar för flera dagliga nyhetssändningar.
Han sa bland annat att "Dagens Eko ska inte vara slött och oengagerat utformat. Det ska vara dagens eko, inte gårdagens".
Per Persson beskrev sin roll som ekochef som "samordnaren, pådrivaren, inspiratören. Jag hade bredden och ytligheten - det finns inte något ämne som jag inte är intresserad av."